# Atlanticus kwangtungensis
Atlanticus kwangtungensis is een rechtvleugelig insect uit de familie sabelsprinkhanen (Tettigoniidae). De wetenschappelijke naam van deze soort is voor het eerst geldig gepubliceerd in 1941 door Tinkham.